# Canterbury (Connecticut)
Canterbury è un comune di 5 060 abitanti degli Stati Uniti d'America, situato nella contea di Windham nello Stato del Connecticut.